# Scholastika von Nursia

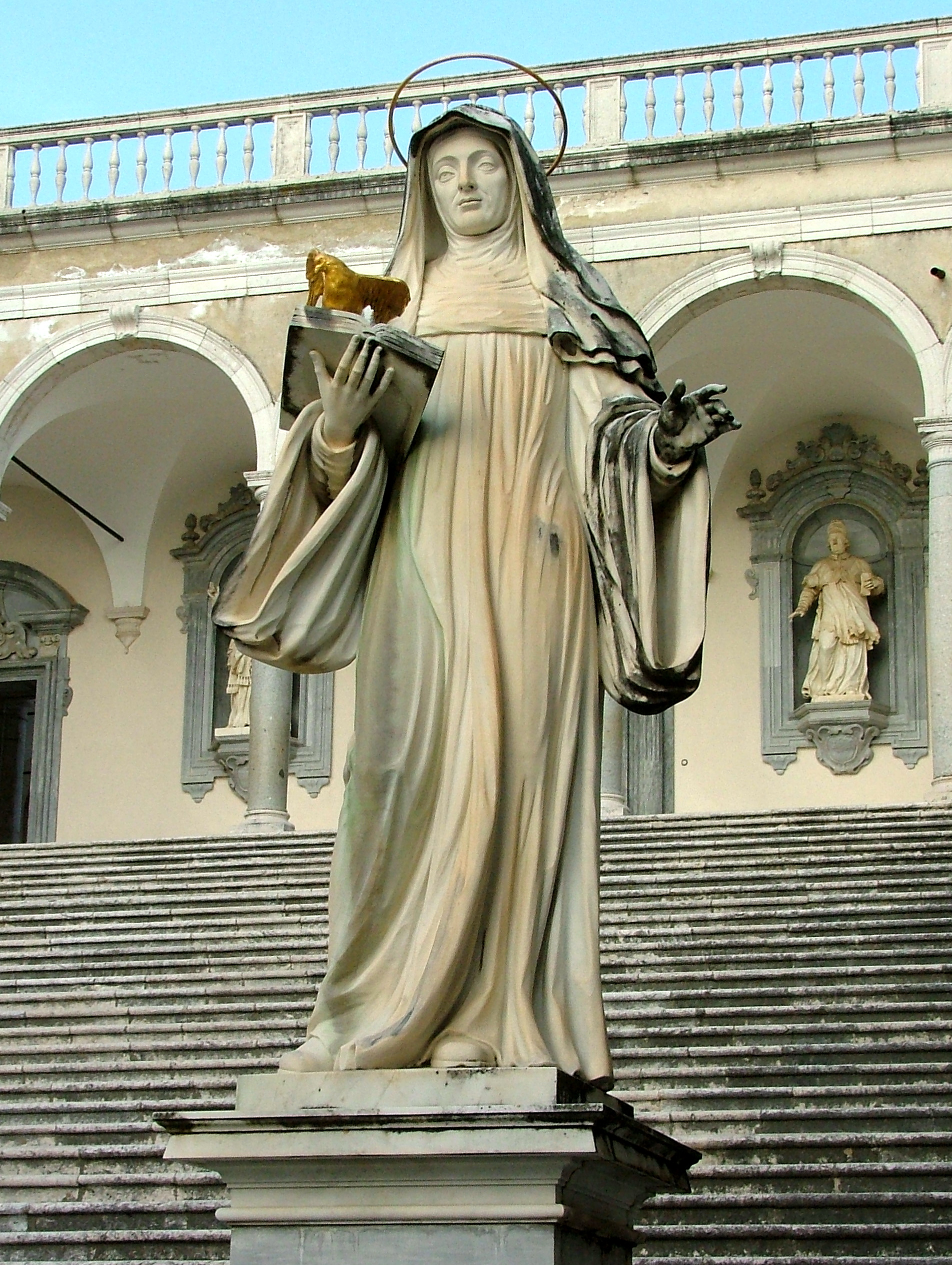
Statue der heiligen Scholastika in der Erzabtei Montecassino

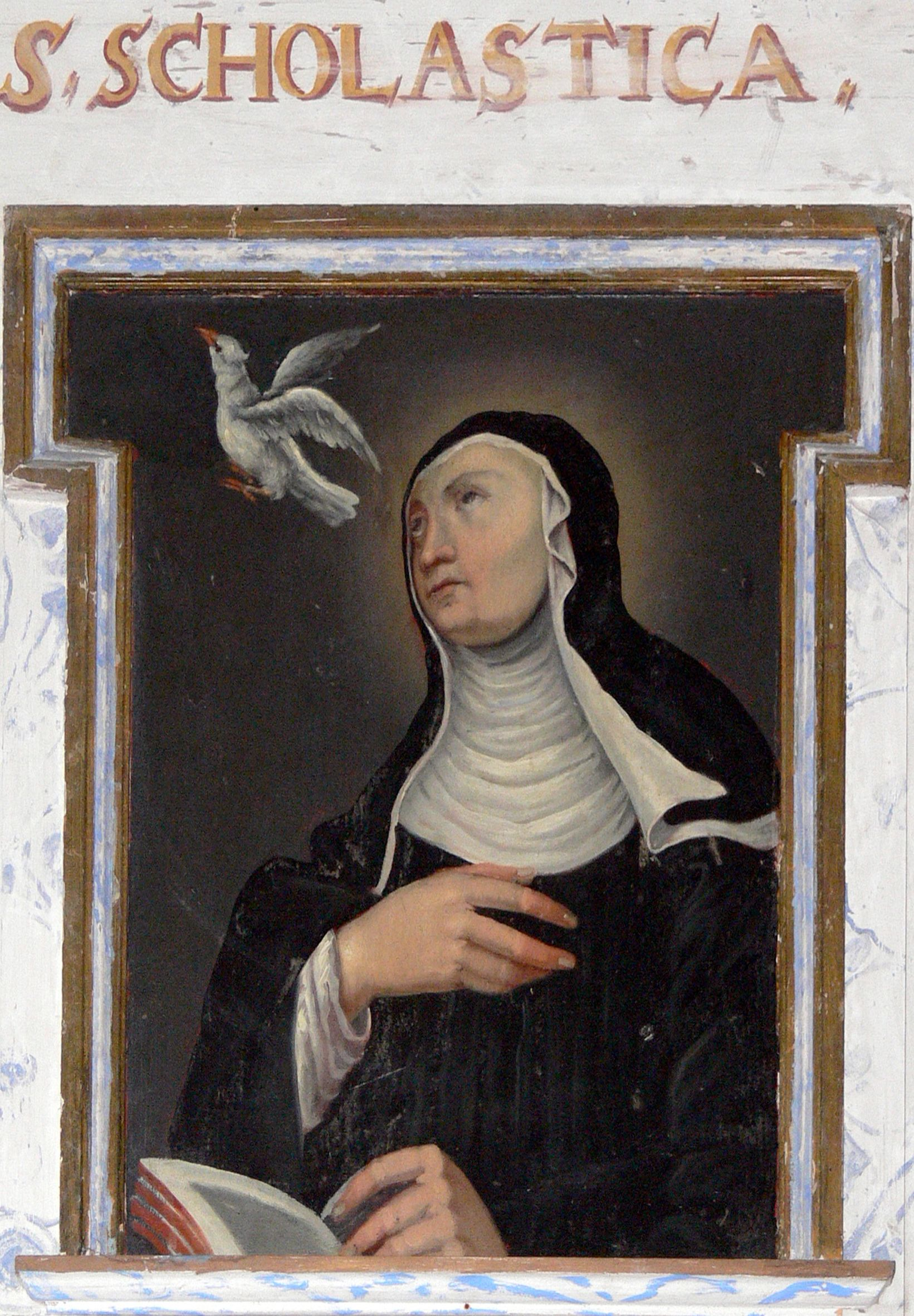
Heilige Scholastika (1688) in St. Adolari, Tirol

Die heilige Scholastika von Nursia (* um 480 in Nursia, dem heutigen Norcia in Umbrien; † um 542 bei Montecassino) war die Schwester (möglicherweise die Zwillingsschwester) des heiligen Benedikt von Nursia. Sie wird in der Vita des hl. Benedikt im zweiten Buch der Dialoge von Gregor dem Großen erwähnt, weitere historische Zeugnisse gibt es nicht.

## Leben
Nach Gregor war Scholastika von Kindheit an Gott geweiht. Traditionell wird sie als erste Benediktinerin betrachtet, es ist allerdings aus dieser knappen Information bei Gregor nicht zu entnehmen, ob sie tatsächlich in einer klösterlichen Gemeinschaft lebte oder, wie in jener Zeit üblich, allein als geweihte Jungfrau.
Laut der Vita besuchte Scholastika ihren Bruder jährlich; sie trafen sich in einem Gutshaus seines Klosters und verbrachten den Tag miteinander im Gebet und geistlichen Gespräch. Bei einem dieser Treffen bat Scholastika Benedikt, noch bis zum Morgen bei ihr zu bleiben und das Gespräch fortzusetzen, was er zunächst ablehnte. Auf ihr inständiges Gebet hin begann ein so gewaltiges Unwetter, dass Benedikt nicht aufbrechen konnte und die Nacht über bleiben musste, so dass die Geschwister bis zum Morgen miteinander sprechen konnten. Gregor kommentiert die Episode mit den Worten: „Jene vermochte mehr, weil sie mehr liebte.“
Drei Tage darauf starb Scholastika; Benedikt sah ihre Seele in Gestalt einer Taube zum Himmel aufsteigen. Er ließ ihren Leichnam in sein Kloster holen und in dem für ihn selbst vorgesehenen Grab beisetzen.
Die Reliquien der hl. Scholastika befinden sich unter dem Hauptaltar der Basilika von Montecassino. Sie ist, neben ihrem Bruder, Patronin der römischen Kirche San Benedetto della Ciambella.
Scholastika wird in der Kunst im Habit einer Benediktinerin dargestellt; ihr ikonografisches Heiligenattribut ist die Taube.
Nach der Heiligen Scholastika ist der Aufruhr am Sankt-Scholastika-Tag in der britischen Stadt Oxford benannt.

## Gedenktag
- katholisch: 10. Februar (Gebotener Gedenktag im Allgemeinen Römischen Kalender)
- anglikanisch: 10. Februar
- orthodox: 10. Februar